# Markus Solbakken
Markus Solbakken (* 25. Juli 2000 in Hamar) ist ein norwegischer Fußballspieler. Der Mittelfeldspieler steht beim tschechischen Erstligisten Sparta Prag unter Vertrag und ist norwegischer Nationalspieler. Er ist Sohn des früheren Nationalspielers und aktuellen Nationaltrainers Norwegens Ståle Solbakken.

## Karriere

### Verein
Markus Solbakken wurde in Hamar geboren und spielte bereits in seiner Jugend für den ortsansässigen Klub Ham-Kam. Sein Debüt für die erste Mannschaft gab er am 30. Juli 2016, als er beim 3:0-Auswärtssieg in der dritten norwegischen Liga gegen den Nardo FK in der 83. Minute für Valentin Blaka eingewechselt wurde. Zur Saison 2018 stieg Ham-Kam in die zweite norwegische Liga auf. In dieser gelang Solbakken am 2. Juni 2019 im Heimspiel gegen den FK Jerv mit dem 2:2-Ausgleich in der Nachspielzeit sein erstes Tor für seinen Klub. Nach fünf Spielzeiten und 116 Ligaspielen für Ham-Kam wechselte er zur Saison 2021 zum norwegischen Erstligisten Stabæk Fotball. Ein Jahr später wechselte Solbakken Anfang 2022 weiter zum Ligakonkurrenten Viking Stavanger. Nach zwei Spielzeiten als Stammspieler schloss er sich Anfang 2024 dem tschechischen Erstligisten Sparta Prag an.

### Nationalmannschaft
Solbakken absolvierte vier Partien für die norwegische U16-Nationalmannschaft, zwei für die norwegische U17, zwölf für die U18, sieben für die U19 und eines für die U20. Mit der U19 nahm er zudem an der U19-Europameisterschaft 2019 in Armenien teil. Zuletzt gehörte er zum Kader der norwegischen U21, für die er am 20. November 2018 beim 3:2-Sieg im Freundschaftsspiel im spanischen La Manga gegen die Türkei sein Debüt gab. Bei der U21-Europameisterschaft 2023 in Georgien und Rumänien kam er in einem Gruppenspiel gegen die Auswahl Frankreichs als Einwechselspieler zum Einsatz.
Im September 2023 debütierte Solbakken bei einem Freundschaftsspiel gegen Jordanien in der norwegischen A-Nationalmannschaft.